# FIFA 19
FIFA 19 — кросплатформова гра у жанрі футбольного симулятора із серії FIFA, розроблена EA Vancouver та EA Bucharest. Реліз відбувся 28 вересня 2018 року для платформ PlayStation 3, PlayStation 4, Xbox 360, Xbox One, Nintendo Switch та Microsoft Windows. Гра стала 26-ю у серії FIFA, а обкладинку прикрасив, як і FIFA 18, Кріштіану Роналду.
Вперше у грі з'явився режим змагань УЄФА, в тому числі Ліга чемпіонів УЄФА. Саундтрек до гри був написаний композитором Гансом Ціммером та репером Вінсом Стейплсом, які зробили ремікс офіційного гімну Ліги чемпіонів.

## Геймплей
Серед основних змін у геймплеї є кілька: «Active Touch System» — капітальний контроль гравцем, «вчасне завершення атаки» — коли кнопка удару можна натиснути вдруге, щоб визначити точний момент для удару м'яча, «боротьба 50/50» — система, яка визначає чи вдасться гравцю повернути втрачений м'яч та «Dynamic Tactics» — система, яка дозволяє налаштовувати стратегію та змінювати її під час матчу.
У FIFA 19 також вперше будуть представлені Ліга чемпіонів УЄФА, Ліга Європи УЄФА та Суперкубок УЄФА, які будуть ліцензовані у грі, після того як у Pro Evolution Soccer закінчився контракт з УЄФА.
Саундтреком до гри став ремікс офіційного гімну Ліги чемпіонів, який був написаний композитором Гансом Ціммером та репером Вінсом Стейплсом.
На офіційну обкладинку гри повернувся Кріштіану Роналду, який і попереднього року був обличчям FIFA 18. 
До списку ліцензованих ліг приєдналася італійська Серія А, яка називалася Кальчо А у попередніх серіях гри.
До режиму Ultimate Team додано 25 ікон, серед яких Рівалдо, Роберто Баджо, Йоган Кройф, Джордж Бест, Луїш Фігу, Стівен Джерард, Рой Кін, Раян Гіггз, Боббі Мур, Франко Барезі, Руд ван Ністелрой, Еусебіу, Хідетосі Наката, Фабіо Каннаваро, Міхаель Баллак та Френк Лемпард.

## Шлях чемпіона
У грі представлено третю і останню серію режиму кар'єри Алекса Хантера. За легендою, він підписує контракт з «Реалом» та стає головною зіркою команди після переходу Роналду до «Ювентуса».